# 鲁山站
鲁山站是位于中华人民共和国河南省平顶山市鲁山县琴台街道的一个铁路车站，建于1970年，有焦柳铁路、洛湛铁路经过该站，现办理客运货运业务。车站距离月山站268公里，隶属郑州局集团，是三等站，本站及相邻上下行区间均为电气化区段。

## 歷史
- 建于1970年。

## 車站周邊
- 鲁山县人民医院
- 中国农业银行鲁山支行
- 中国工商银行鲁山县支行
- 中国建设银行鲁山支行
- 鲁山汽车站
- 鲁山县质监局
- 农村商业银行人民路信用社
- 鲁山一中
- 鲁山县财政局
- 鲁山县电业局
- 鲁山县第二高级中学

## 外部連結
- 中国铁路客户服务中心 （页面存档备份，存于）